# Chula Vista, Mexiko
Chula Vista är en ort i Mexiko.   Den ligger i kommunen Ocampo och delstaten Coahuila, i den centrala delen av landet, 900 km nordväst om huvudstaden Mexico City. Chula Vista ligger 1 043 meter över havet och antalet invånare är 1 671.
Terrängen runt Chula Vista är varierad.  Trakten runt Chula Vista är nära nog obefolkad, med mindre än två invånare per kvadratkilometer. Närmaste större samhälle är Laguna del Rey, 1,1 km söder om Chula Vista. Omgivningarna runt Chula Vista är i huvudsak ett öppet busklandskap.